# Hela Guds värld är av under full
Hela Guds värld är av under full är en psalm med text skriven 1959 av Kerstin Larsson och musik skriven 1959 av Uno Sandén.

## Publicerad i
- Psalmer och Sånger 1987 som nr 701 under rubriken "Tillsammans i världen".[1]